# Municipio de Pine Swamp
El municipio de Pine Swamp (en inglés: Pine Swamp Township) es un municipio ubicado en el  condado de Ashe en el estado estadounidense de Carolina del Norte. En el año 2010 tenía una población de 2614 habitantes.

## Geografía
El municipio de Pine Swamp se encuentra ubicado en las coordenadas 36°18′5.46″N 81°28′38.37″O / 36.3015167, -81.4773250.